# Scott Shriner
Scott Shriner (Toledo, Ohio, 11 de juliol de 1965) és un músic, cantant i guitarrista, conegut per ser el baixista del grup de música rock Weezer.

## Biografia
Va començar a tocar el baix quan estudiava a l'institut i junt al seu amic Rob Weaver van fundar una banda anomenada The Seventh Wave. Posteriorment va tocar en diverses altres bandes de la seva població: The Movers, The Fever, The Theresa Harris Band, Loved by Millions i The Great Barbeque Gods. Posteriorment es va traslladar a Los Angeles per assistir al Musicians Institute, i va tocar en multitud de bandes californianes: Broken, Bomber, Black Elvis, Mystery Train, The Electric Love Hogs i Crown. És seguidor d'Elvis Costello, The Beatles, Led Zeppelin i Black Sabbath.
El 9 de novembre de 2005, Shriner es va casar amb l'escriptora Jillian Lauren. La parella va adoptar un nen etiòpic el 23 de gener de 2009.

## Carrera musical

### Weezer
Shriner es va unir a Weezer l'estiu de 2001 provisionalment a causa de la sortida del baixista Mikey Welsh per motius personals. Posteriorment ja formà part del grup de forma oficial i esdevingué el tercer baixista del grup, i actualment el que més temps ha format part de la formació. El primer àlbum d'estudi en el qual va participar fou Maladroit, el quart de la discografia de Weezer. En gires posteriors va fer de cantant d'algunes cançons com "In the Garage", "Dope Nose" o "Fall Together", i també versions d'altres grups com per exemple "Creep" de Radiohead.
Els principals models de baixos que utilitza Shriner són el Fender Precision Bass i el Electrical Guitar Company Custom Bass, i també sovint baixos Lakland i el pedal Big Muff d'Electro-Harmonix.

## Discografia

### Weezer
- Maladroit (2002)
- Make Believe (2005)
- Weezer (2008)
- Raditude (2009)
- Hurley (2010)
- Death to False Metal (2010)

### Altres
- Avalon d'Anthony Green (2008)